# Coyle (Oklahoma)
Coyle é uma cidade  localizada no estado norte-americano de Oklahoma, no Condado de Logan.

## Demografia
Segundo o censo norte-americano de 2000, a sua população era de 337 habitantes.
Em 2006, foi estimada uma população de 364, um aumento de 27 (8.0%).

## Geografia
De acordo com o United States Census Bureau tem uma área de
1,6 km², dos quais 1,6 km² cobertos por terra e 0,0 km² cobertos por água. Coyle localiza-se a aproximadamente 335 m acima do nível do mar.

## Localidades na vizinhança
O diagrama seguinte representa as localidades num raio de 24 km ao redor de Coyle.